# Indra Ové
Indra Ové, née le 27 septembre 1968 à Londres, est une actrice britannique.
Fille du réalisateur, scénariste et producteur trinadien Horace Ové, elle commence sa carrière à l'âge de 12 ans à la télévision anglaise.
Elle s'affiche dans des nombreux seconds rôles aux côtés de Tom Cruise et Brad Pitt, dans Entretien avec un vampire où elle joue une prostituée, Milla Jovovich dans Resident Evil (elle incarne Miss Black) et Le Cinquième Élément (une hôtesse VIP) ou même dans Cléopâtre au côté de Billy Zane où elle interprète la fidèle servante de Leonor Varela, Charmian.

## Filmographie

### Cinéma

#### Long métrage
- 1994 : Entretien avec un vampire (Interview with the Vampire) de Neil Jordan : prostituée de la Nouvelle-Orléans
- 1995 : Othello d'Oliver Parker : Bianca
- 1997 : Le Cinquième Élément de Luc Besson : Hôtesse VIP
- 2001 : Fallen Dreams : Karen
- 2002 : Resident Evil de Paul W. S. Anderson : Mme Black
- 2002 : Club Le Monde (en) de Simon Rumley : Elaine
- 2003 : It's All About Love de Thomas Vinterberg : productrice
- 2009 : Ma mère, ses hommes et moi (My One and Only) de Richard Loncraine : serveuse
- 2017 : Finding Your Feet : Corrinna
- 2018 : Second Spring : Trish
- 2019 : Star Wars, épisode IX : L'Ascension de Skywalker : Premier officier
- 2021 : Resurrection : Sapphira

#### Court métrage
- 1999 : Wavelengths : Mona
- 2000 : The Dreamer : Female Clone
- 2006 : Blinding Lights : Clare
- 2011 : Il Maestro : Juge
- 2012 : Wonder : Lucy
- 2013 : Mr Invisible : News Reporter
- 2014 : Jurassic : Lisa
- 2014 : Dubois : Linda

### Télévision

#### Téléfilm
- 1999 : The Cyberstalking de Brian Grant : Devon
- 2006 : Le Témoin du marié (The Best Man) de Stefan Schwartz : Natalie
- 2009 : La Traversée des enfers (Hellhounds) de Rick Schroder : The Seer

#### Série télévisée
- 1980 : The Latchkey Children (6 épisodes) : Etty
- 1991 : The Orchid House (en) (mini-série) : Cornelie
  - (saison 1, épisode 03 : Joan)
  - (saison 1, épisode 04 : Natalie)
- 1992 : Desmond's (en) (saison 4, épisode 07 : Too Red Eye) : Samantha Martin
- 1994 : The Chief (en) (saison 4, épisode 03 : Hammer and Tongs) : Stephanie Rink
- 1994 : Chandler and Co (en) : Misty
  - (saison 1, épisode 02 : Wild Justice)
  - (saison 1, épisode 04 : The Devil You Know)
  - (saison 1, épisode 05 : Family Matters)
  - (saison 1, épisode 06 : Those Who Trespass Against Us)
- 1994 : Soldier Soldier (en) (saison 4, épisode 08 : Baby Love) : Melanie Burrows
- 1995 : She's Out (en) (mini-série) (6 épisodes) : Angela Dunn
- 1996 - 2011 : Casualty :
  - (saison 10, épisode 21 : Subject to Contract) : Pam
  - (saison 26, épisode 07 : Wild Horses) : Frankie Claibourne
- 1997 : More Is Less (programme court) : Quant
- 1998 : Space Island One (en) (18 épisodes) : Paula Hernandez
- 1999 : Cléopâtre (Cleopatra) : Charmian
- 1999 : Bugs : Zephyr
  - (saison 4, épisode 09 : Le Traître [1/2])
  - (saison 4, épisode 10 : Le Traître [2/2])
- 2000 : Start-up (Attachments) : Tyler Clarkson
- 2003 - 2015 : Doctors : 
  - (épisode : How's This My Problem?) : Gina Jamison
  - (épisode : The Seeds We Sow) : Lowra Golzaro / Diane Turpin
  - (épisode : Finish Line) : Roxy Ripley
- 2003 - 2015 : Holby City (10 épisodes) : Frankie Weston
- 2005 : The New Worst Witch (en) : Miss Nightingale
  - (saison 1, épisode 01 : Give a Witch a Bad Name)
  - (saison 1, épisode 05 : Trick or Treat)
  - (saison 1, épisode 07 : Deadly Doubles)
  - (saison 1, épisode 09 : The Visitors)
  - (saison 1, épisode 10 : The Bewitching of Mona Hallow)
- 2008 : Inspecteur Barnaby (Midsomer Murders) (saison 11, épisode 03 : L'assassin est servi) : Charlotte Knight
- 2014 : Topsy and Tim (saison 1, épisode 23 : Wrapping Paper) : Rosie
- 2014 : Glue (mini-série) (saison 1, épisode 05 : James/Cal) : Jude
- 2015 : The Dumping Ground (saison 3, épisode 07 : Fake It to Make It) : Sylvie
- 2015 : A.D. The Bible Continues (en) (saison 1, épisode 04 : The Wrath) : Sapphira
- 2018 : Unforgotten (6 épisodes) : Maria Carr
- 2018 : Dark Heart (1 épisode) : Kerry Davies
- 2019 : Meurtres au paradis (1 épisode) : Louise Palmer
- 2019 : Flack (1 épisode) : Joan Bolton
- 2019 : Good Omens (1 épisode) : Maud
- 2020 : Breeders (4 épisodes) : Keely
- 2021 : Sex Education (5 épisodes) : Anna
- 2022 : Suspicion (2 épisodes) : Alice Connors
- 2022 : Deadline (4 épisodes) : Barbara